# Sloveniens nationalförsamling
Sloveniens nationalförsamling (slovenska Državni zbor Republike Slovenije) är underhuset till Sloveniens parlament. Underhuset består av 90 representanter som väljs vart fjärde år. Representanternas uppgift är att representera folket. I val finns det 4-procentspärregler.
De två nationella minoriteter, italienare och ungrare, har både en kvoterad representantplats.

## Funktioner
Sloveniens regering är ansvarig för nationalförsamlingen som kan rösta om dess förtroende vid behov. Den utnämner också preliminärminister och ministrar till tjänst.
Statens officiella tidning, Uradni list Republike Slovenije, meddelar om parlamentariska aktiviteter och lagförslag som är på bordet.

## Regeringskris 2020
Då preliminärminister Marjan Šarec sade upp sig i januari 2020, försökte han hålla nyval. Presidenten Pahor försökte dock öppna regeringsförhandlingar innan han skulle upplösa parlamentet.. Efter förhandlingarna kom fyra partier (SDS, SMC, Nova Slovenija och Pensionärspartiet) överens att bygga en ny regering som kommer att ledas av tidigare preliminärminister Janez Janša (SDS).